# Zona de convecção

Uma ilustração da estrutura do Sol:
1. Núcleo
2. Zona radiativa
3. Zona de convecção
4. Fotosfera
5. Cromosfera
6. Coroa
7. Mancha solar
8. Grânulos
9. Proeminência

A zona de convecção ou zona convectiva é a camada exterior estelar onde o qual energia é transmitida através de convecção. É a última camada antes da superfície, a fotosfera. Caracteriza-se pela presença de células de convecção de curta vida que possuem milhares de quilômetros de extensão, que constantemente formam-se e dissipam-se em minutos, e são responsáveis por grânulos na superfície solar.